# Lucile Watson

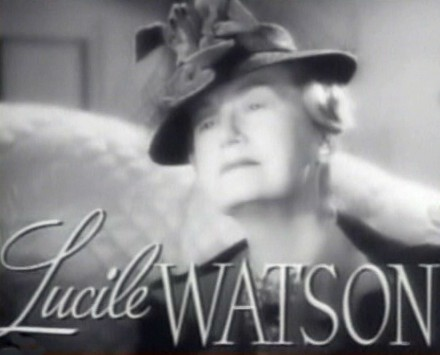
Watson en Mujeres (1939)

Lucile Watson (27 de mayo de 1879 – 24 de junio de 1962) fue una actriz teatral y cinematográfica canadiense.

## Biografía
Nacida en Quebec, Canadá, Watson empezó su carrera como actriz teatral, debutando en el circuito de Broadway en 1902 con la obra Hearts Aflame. Su siguiente pieza fue The Girl With Green Eyes, la primera de varias escritas por Clyde Fitch y en las que actuó hasta la década de 1910, tras la muerte del dramaturgo en 1909. A finales de 1903, Watson actuó en otra obra de Fitch, Glad of It, donde trabajaban varios actores que llegarían al estrellato, teatral o cinematográfico, como fue el caso de Robert Warwick, John Barrymore, Thomas Meighan y Grant Mitchell. 
Watson fue principalmente una actriz teatral, protagonizando obras como Captain Jinks of the Horse Marines, Heartbreak House, Espectros, La importancia de llamarse Ernesto y Orgullo y prejuicio.
Su primer papel cinematográfico llegó en el film mudo de 1916 The Girl with Green Eyes, una versión de la obra de Clyde Fitch que ella había interpretado en Broadway en 1902. No volvió a actuar en el cine hasta 1930, cuando hizo un papel sin créditos en The Royal Family of Broadway. En 1939 hizo un papel memorable, el de la madre de Norma Shearer en la película ganadora de varios Premios Oscar Mujeres, que se convirtió en un clásico. 
Watson alcanzó la cima de su carrera teatral con la representación de la obra de Lillian Hellman Watch on the Rhine, llevada a escena en Broadway en 1941 con interpretación de Paul Lukas. Dos años más tarde, en Hollywood, ella y Lukas retomaron sus papeles en la versión cinematográfica, Watch on the Rhine. Fue quizás su papel más conocido y por él Lucile Watson fue nominada al Oscar a la mejor actriz de reparto, aunque el premio lo ganó finalmente Katina Paxinou por Por quién doblan las campanas.
Otro de sus papeles destacados fue el de la Tía March en el film de 1949 Mujercitas, interpretado por Elizabeth Taylor.
Lucile Watson falleció en 1962, a causa de un infarto agudo de miocardio, en la ciudad de Nueva York. Tenía 83 años de edad. Fue enterrada en el cementerio Mount Hope, en Hastings-on-Hudson, Nueva York. Estuvo brevemente casada con el actor de cine mudo Rockliffe Fellowes, con el que no tuvo hijos. Su segundo marido fue el dramaturgo Louis E. Shipman, con el que se casó en 1928, quedando viuda en 1933.

## Filmografía
- The Girl with the Green Eyes, de Herbert Blaché (1916)
- The Royal Family of Broadway, de George Cukor y Cyril Gardner (1930)
- The Inventors, de Al Christie (1934)
- Men in Black, de Ray McCarey (1934)
- What Every Woman Knows, de Gregory La Cava (1934)
- The Bishop Misbehaves, de Ewald André Dupont (1935)
- El jardín de Alá (The Garden of Allah) de Richard Boleslawski (1936)
- A Woman Rebels, de Mark Sandrich (1936)
- Three Smart Girls, de Henry Koster (1936)
- Little Me, de Roy Mack (1938)
- The Young in Heart, de Richard Wallace (1938)
- Sweethearts, de W. S. Van Dyke (1938)
- Made for Each Other, de John Cromwell (1939)
- Mujeres, de George Cukor (1939)
- El puente de Waterloo, de Mervyn LeRoy (1940)
- Florian, de Edwin L. Marin (1940)
- Matrimonio original, de Alfred Hitchcock (1941)
- Rage in Heaven, de W. S. Van Dyke (1941)
- Footsteps in the Dark, de Lloyd Bacon (1941)
- La gran mentira (The Great Lie, 1941), de Edmund Goulding
- Model Wife, de Leigh Jason (1941)
- Watch on the Rhine, de Herman Shumlin (1943)
- Uncertain Glory, de Raoul Walsh (1944)
- Till We Meet Again, de Frank Borzage (1944)
- The Thin Man Goes Home, de Richard Thorpe (1945)
- Tomorrow Is Forever, de Irving Pichel (1946)
- My Reputation, de Curtis Bernhardt (1946)
- Never Say Goobye, de James V. Kern (1946)
- Canción del sur, de Harve Foster y Wilfred Jackson (1946)
- The Razor's Edge (El filo de la navaja), de Edmund Goulding (1946)
- Ivy, de Sam Wood (1947)
- The Emperor Waltz, de Billy Wilder (1948)
- Julia Misbehaves, de Jack Conway (1948)
- That Wonderful Urge, de Robert B. Sinclair (1948)
- Mujercitas, de Mervyn LeRoy (1949)
- Everybody Does It, de Edmund Goulding (1949)
- Harriet Craig, de Vincent Sherman (1950)
- Let's Dance, de Norman Z. McLeod (1950)
- My Forbidden Past, de Robert Stevenson (1951)

## Premios y distinciones
Premios Óscar
| Año  | Categoría               | Película         | Resultado |
| ---- | ----------------------- | ---------------- | --------- |
| 1944 | Mejor Actriz de Reparto | Alarma en el Rin | Nominada  |